# Alexander Folk
Alexander Folk (* 30. Mai 1946 in Los Angeles, Kalifornien) ist ein US-amerikanischer Schauspieler.

## Leben
Folk begann seine Karriere in Film und Fernsehen 1985 in einer Episodenrolle als Polizeibeamter in der Krimiserie T. J. Hooker. Dies sollte nicht seine letzte Polizistenrolle bleiben, aufgrund seines Äußeren wurde er immer wieder als Polizist oder Wachmann gecastet. Sein Spielfilmdebüt hatte Folk im darauf folgenden Jahr neben Gary Oldman in der Filmbiografie Sid & Nancy, hier stellte er einen Bodyguard dar. Er war in der Folge in einer Reihe erfolgreicher Hollywoodproduktionen zu sehen, zumeist jedoch in kleineren Nebenrollen. Am ehesten dürfte ihn das deutschsprachige Filmpublikum durch den Weihnachtsklassiker Schöne Bescherung kennen, hier spielt er den Einsatzleiter der SWAT-Einheit, die gegen Ende des Films das Haus der Griswolds stürmt.
Folk war in seiner über zwei Jahrzehnte währenden Karriere in 30 Spielfilmen und zahlreichen Episodenrollen in den verschiedensten Fernsehserien zu sehen, darunter die Prime-Time-Soap Falcon Crest, die Sitcom Der Prinz von Bel-Air, die Fernsehfilmreihe Columbo, sowie Krimiserien wie New York Cops – NYPD Blue und Cold Case – Kein Opfer ist je vergessen.

## Filmografie (Auswahl)

### Fernsehen
- 1985: T. J. Hooker
- 1986: Falcon Crest
- 1987: L.A. Law – Staranwälte, Tricks, Prozesse (L.A. Law)
- 1987: Matlock
- 1988: Die Schöne und das Biest (Beauty and the Beast)
- 1993: Der Prinz von Bel-Air (The Fresh Prince of Bel-Air)
- 1994: Columbo
- 1994: Melrose Place
- 1995: Chicago Hope – Endstation Hoffnung (Chicago Hope)
- 1999: Sabrina – Total Verhext! (Sabrina, the Teenage Witch)
- 2002: Für alle Fälle Amy (Judging Amy)
- 2002: New York Cops – NYPD Blue (NYPD Blue)
- 2003: The District – Einsatz in Washington (The District)
- 2005: Cold Case – Kein Opfer ist je vergessen (Cold Case)
- 2008: Ghost Whisperer – Stimmen aus dem Jenseits (Ghost Whisperer)

### Film
- 1988: Mein Nachbar, der Vampir (Fright Night Part II)
- 1989: Schöne Bescherung (National Lampoon's Christmas Vacation)
- 1989: Police Academy 6 – Widerstand zwecklos (Police Academy 6: City Under Siege)
- 1991: Die nackte Kanone 2½ (The Naked Gun 2½: The Smell of Fear)
- 1995: Showgirls
- 1997: Gangland – Cops unter Beschuß (Gang Related)
- 1997: Lost Highway
- 1998: Stadt der Engel (City of Angels)
- 1999: Inspektor Gadget (Inspector Gadget)
- 2006: Dreamgirls
- 2010: Sterben will gelernt sein (Death at a Funeral)